# Léon Holman
Léon Holman, ware naam: Léon Elias Kratzenstein, (Hamelen, 21 oktober 1906 - Sobibór, 23 juli 1943) was een Duits grafisch ontwerper.

## Leven en werk
Holman was een zoon van dr. Siegmund Kratzenstein en de uit Nederland afkomstige Sara Sabina Elze. Leon woonde als jongen in Hamelen, Duitsland, in het ouderlijk huis aan Kastanienwall 3. Na zijn schooltijd in Hamelen studeerde hij aan de Akademie für graphische Künste und Buchgewerbe (Leipzig) en de Staatliche Kunstschule te Berlijn (kwalificatie illustrator, graficus, tekenaar, lithograaf). Hij werd gezien als een getalenteerd tekenaar. Hij trouwde met Elisabeth Holzmann (geboren in 21-12-1905) uit Berlijn. Het huwelijk bleef kinderloos.

### Naar Nederland
Na de machtsovername in 1933 door Hitler verhuisde hij in 1934 vanwege zijn Joodse achtergrond als vluchteling naar Nederland. Hij woonde achtereenvolgens in Haarlem, Den Haag en Hoevelaken.
Holman vestigde zich op 2 december 1940 in Zeist. Hij werd op 11 mei 1942 uitgeschreven en met zijn vrouw Elisabeth gedeporteerd. In 1943 werd hij door de Duitsers in het vernietigingskamp Sobibór om het leven gebracht.
Leon Kratzenstein was tijdens de oorlog docent aan de Middelbare Joodse Kunstnijverheidschool 'W.A. van Leer'. Hij wordt herdacht op een gedenkteken in Zeist. Een beschrijving van dit gedenkteken is te vinden op de website van het Nationaal Comité 4 en 5 mei.

## Uitgevoerde opdrachten
Als Léon Holman werkte hij voor verschillende uitgeverijen als boekbandontwerper en illustrator. Voor de uitgeverijen Querido Verlag en Verlag Allert de Lange maakte hij ontwerpen voor emigrantenliteratuur. Hij illustreerde onder meer de volgende boeken: Aar van de Werfhorst, Volcmar de Ommelandvaarder, Simon Vestdijk, De vliegende Hollander, A. Gervais, Aesculaap in China, John Masefield, Klipperschepen jagen naar Londen, P.H. van Moerkerken, De dans des levens en Ernst Glaeser, Das Unvergängliche (Duitstalig). Ook werkte hij voor uitgeverij H.P. Leopold. Holman verzorgde tevens de illustratie op de omslag van de dichtbundel De Levensgift van Willem de Mérode.